# Bìm bịp khoang
Bìm bịp khoang (danh pháp hai phần: Centropus ateralbus) là một loài chim thuộc chi Bìm bịp, thuộc họ Cuculidae.. Bìm bịp khoang là đặc hữu quần đảo Bismarck ở Papua New Guinea. Môi trường sống tự nhiên của nó là rừng đất thấp ẩm cận nhiệt đới hoặc nhiệt đới.